# الصخرة (نبرة)

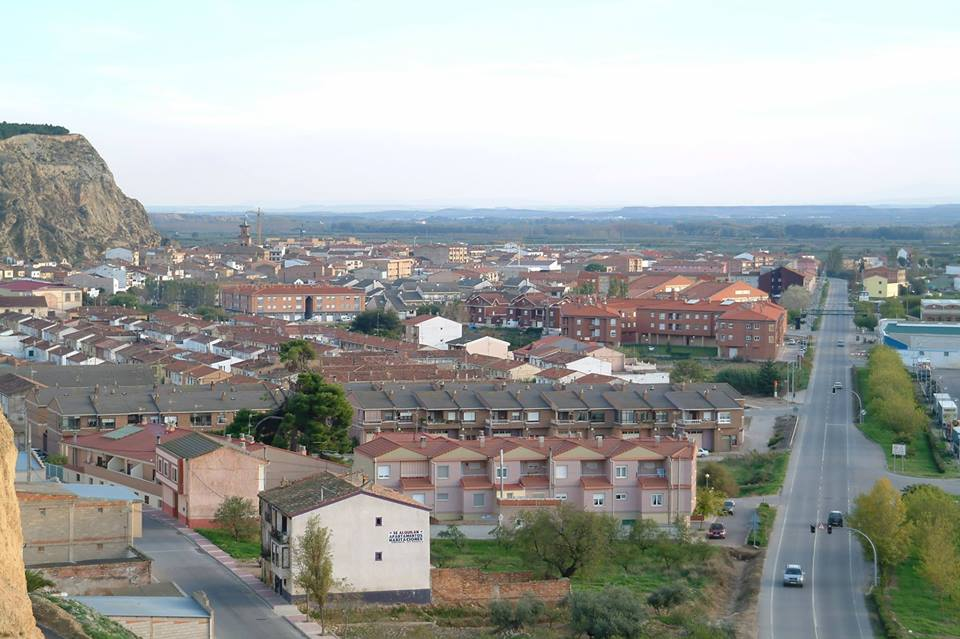

الصَّخْرَة هي مدينة وبلدية تقع في مقاطعة ومنطقة نبرَّة المستقلة في شمال إسبانيا .